# Pekinguniversitetet
Pekinguniversitetet eller Beida-universitetet (kinesiska: 北京大学?, pinyin: Běijīng Dàxué; förkortat 北大, Běidà) är ett universitet i Peking, Kina. Det är beläget i Haidian-distriktet i västra Peking, nära Gamla sommarpalatset och Tsinghuauniversitetet. Universitetet har beslutat att dess namn på engelska ska vara Peking University, för att undvika sammanblandning med andra institut som använder formen Beijing.
Utbildningen bedrivs på ett 30-tal olika institutioner och skolor. Totalt är det 46 074 studerande på universitetet, varav dock omkring 19 000 läser kvällskurser eller på korrespondens. Av de övriga finns det drygt 23 000 studenter som läser på nivåer upp till magisterexamen och knappt 4 000 doktorander. Cirka 4 500 lärare är verksamma i utbildningen.
Omkring 4 000 av universitetets studenter är utbytesstudenter från andra länder.
Universitetet har dessutom 216 olika institut för forskning.
Ansvariga för universitetet ledning är dess ordförande Xu Zhihong, och dess partisekreterare Min Weifang.

## Historik

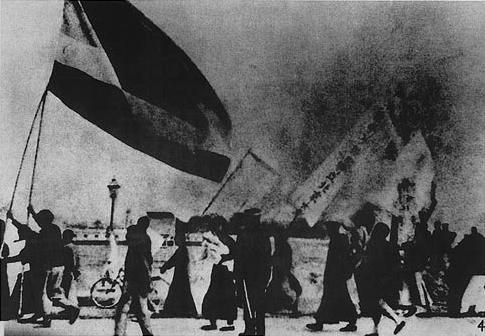
Studenter från Beida under Fjärde maj-rörelsen.

Pekinguniversitetet öppnades i december 1898. Ursprungligen hette det Pekings Riksuniversitet (Imperial University of Peking). Det var det första moderna nationella universitetet i Kina, och hade från början det högsta ansvaret för all högre utbildning i Kina. Under 1910-talet blev det Kinas intellektuella centrum.
Universitetet fick sitt nuvarande namn i maj 1912, efter Xinhairevolutionen. 1919 var universitetet landets största anläggning för högre utbildning med 14 institutioner och över 2 000 studenter. Efter andra världskrigets slut 1946 bestod universitetet av sex olika skolor inom humaniora, naturvetenskap, juridik, medicin, teknologi och jordbruk. Över 3 000 studenter gick där.
1949 flyttade universitetet till Yenchinguniversitetets område. 1952, efter kinesiska inbördeskrigets slut, omorganiserades den högre utbildningen i Kina. Pekinguniversitetet fick ansvar för såväl humaniora som naturvetenskap, med tonvikt på utbildning och grundläggande forskning. 1962 hade universitetet växt till över 10 000 studenter.

## Akademisk status
Pekinguniversitetet är ett nationellt nyckeluniversitet i Kina. Det har hög status i Kina. Universitetet var 2007 rankat som tvåa i Kina av China Education Center, efter Tsinghuauniversitetet.
Lärosätet rankades på 27:e plats i världen i Times Higher Educations ranking av världens främsta lärosäten 2018. Detta var också den högsta placeringen för ett kinesiskt universitet i mätningen 2018.
Universitetet placerade sig 2020 på 22:e plats 2020 i QS Universitetsvärldsrankning över världens bästa universitet.

## Utbildning
Universitetet har ett 30-tal institutioner och skolor, verksamma inom naturvetenskap, samhällsvetenskap och humaniora. Det finns 199 olika ämnen för magisterexamen, och 173 för doktorandstudier. Bland dessa ämnen finns även tillämpad vetenskap, som teknologi och företagsekonomi.
Utbildningen är uppdelad på fem olika fakulteter: Humaniora, samhällsvetenskap, naturvetenskap, medicin och informations- och ingenjörsvetenskap.
| Ämne                         | Institut eller institution (officiellt engelskt namn)   |
| Matematik                    | College of Mathematics Science                          |
| Mekanik                      | Department of Mechanics                                 |
| Fysik                        | Department of Physics                                   |
| Geofysik                     | Department of Geophysics                                |
| Teknisk fysik                | Department of Technical Physics                         |
| Elektronik och datavetenskap | School of Electronics Engineering and Computer Science  |
| Kemi                         | College of Chemistry & Molecular Engineering            |
| Biologi                      | College of Life Science                                 |
| Geologi                      | Department of Geology                                   |
| Geografi                     | Department of Geography                                 |
| Psykologi                    | Department of Psychology                                |
| Kinesiska                    | Department of Chinese Language & Literature             |
| Historia                     | Department of History                                   |
| Arkeologi                    | Department of Archaeology                               |
| Filosofi                     | Department of Philosophy                                |
| Internationella studier      | School of International Studis                          |
| Journalistik                 | School of Journalism and Communication                  |
| Statsvetenskap               | Department of Political science & Public Administration |
| Nationalekonomi              | School of Economics                                     |
| Företagsekonomi              | Guang Hua School of Management                          |
| Juridik                      | Department of Law                                       |
| Sociologi                    | Department of Sociology                                 |
| Marxism                      | College of Marxism                                      |
| Orientaliska språk           | Department of Oriental                                  |
| Franska, tyska, spanska      | Department of Western Language & Literature             |
| Ryska                        | Department of Russian Language & Literature             |
| Engelska                     | Department of English Language & Literature             |
|                              | Department of Library & Information Science             |
|                              | Teaching & Research Section of Art                      |

## Universitetsområdet

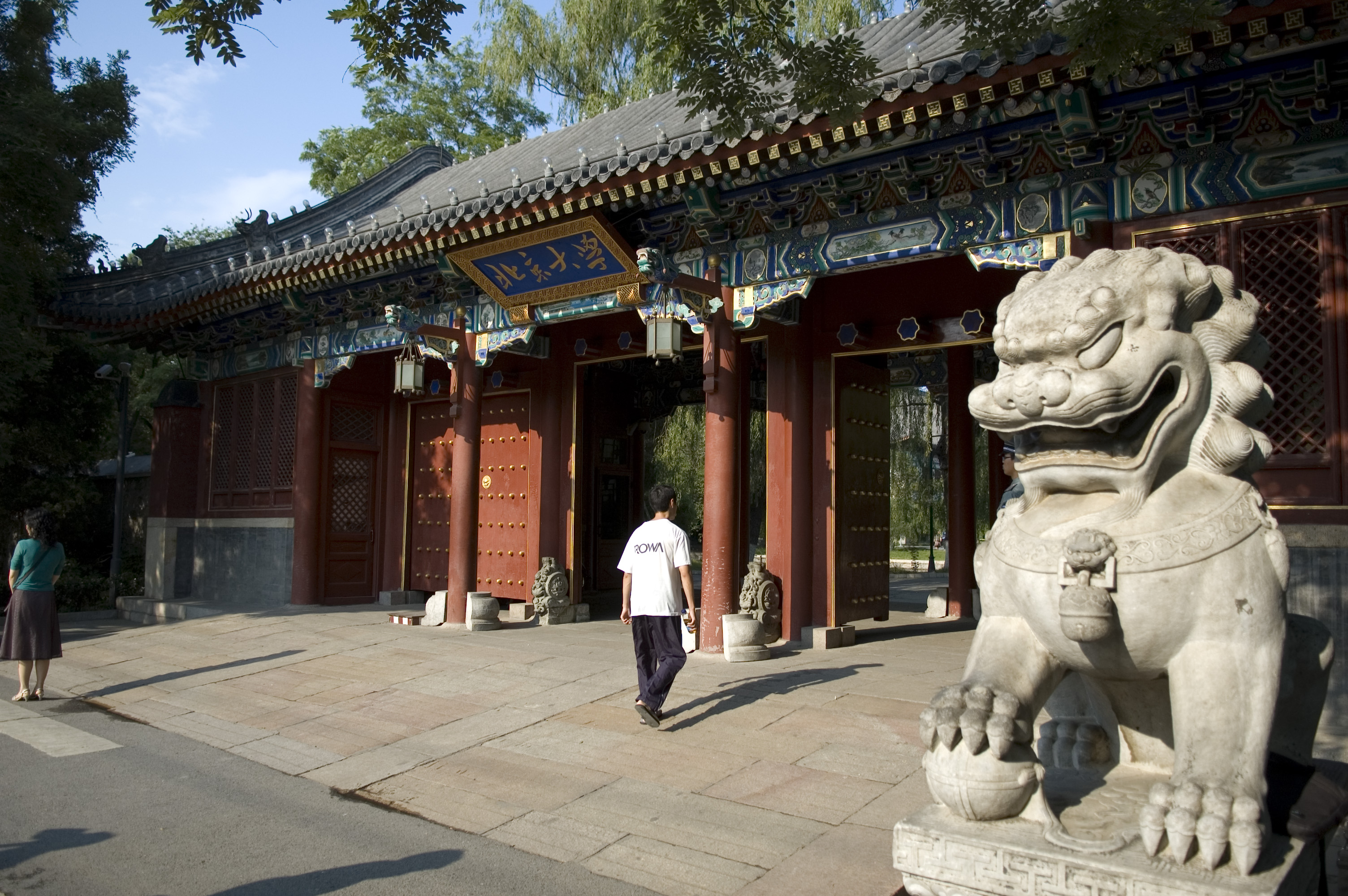
Universitetsområdets västra port.

Universitetet flyttade till Yenchinguniversitetets område i Haidandistriktet 1949. I distriktet ligger ett flertal universitet, bland annat Tsinghuauniversitetet.
Universitetsområdet kallas även Yan Yuan, Yuans trädgårdar, och är erkänt naturskönt och vackert. Det beläget på samma plats som kungliga trädgårdar från Qingdynastin låg på, och den traditionella landskapsarkitekturen har bevarats, liksom en rad byggnader i klassisk kinesisk arkitektonisk stil. Inne på området ligger även Weimingsjön.
Då både Pekingunversitetets och Tsinghuauniversitetets områden har blivit kända för att vara vackra, har de också blivit ett populärt turistmål. Turismen blev ett såpass stort problem för Pekinguniversitetet att det nu har förbjudit guidade turer på området.
Strax utanför campus ligger Peking University Health Science Center (PKUHSC), som tillhör universitetet. Även Shenzhen Graduate School of Peking University ligger separat i Shenzhen.

Universitetsområdet
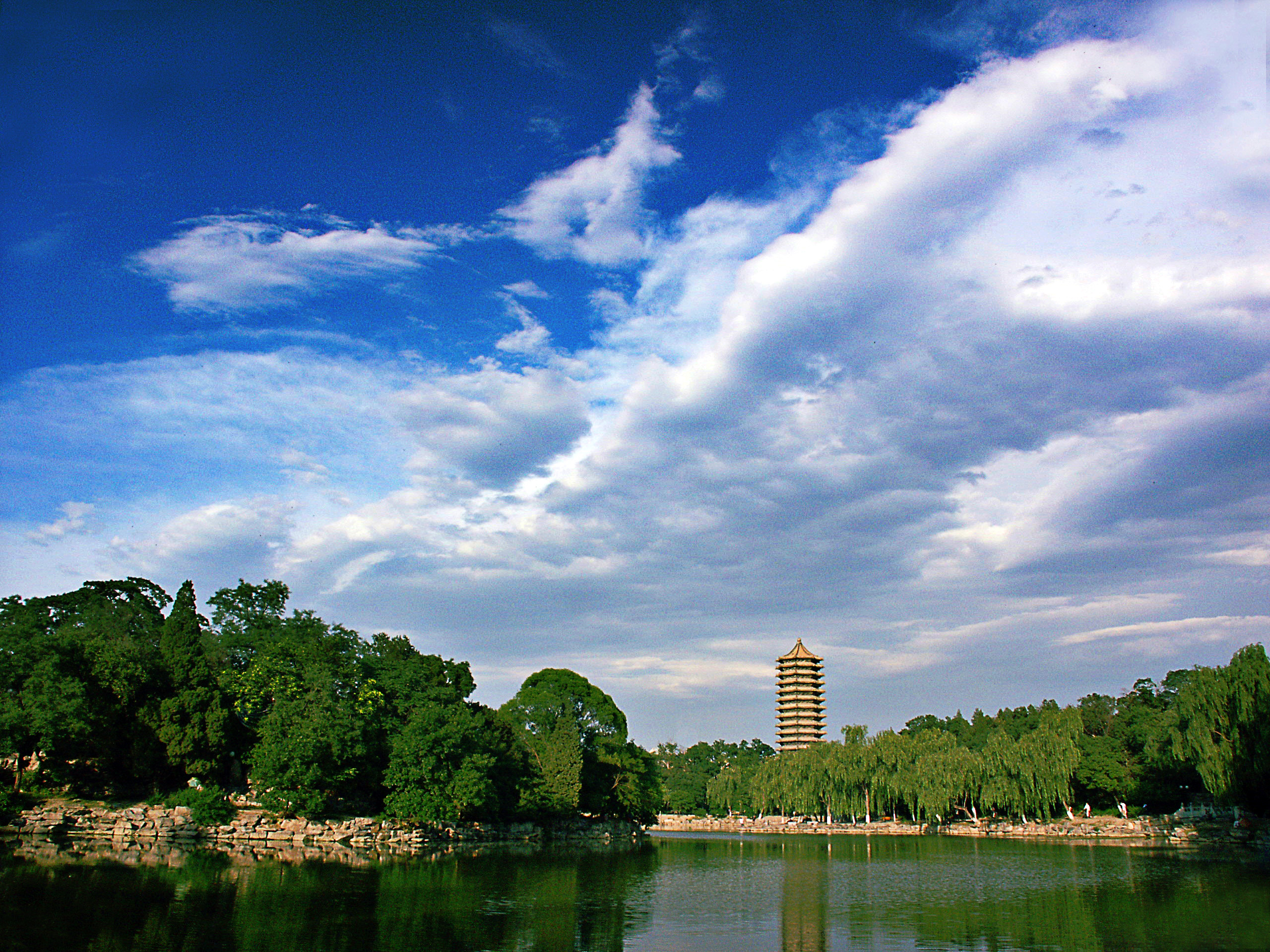
Weimingsjön ligger mitt i universitetsområdet.
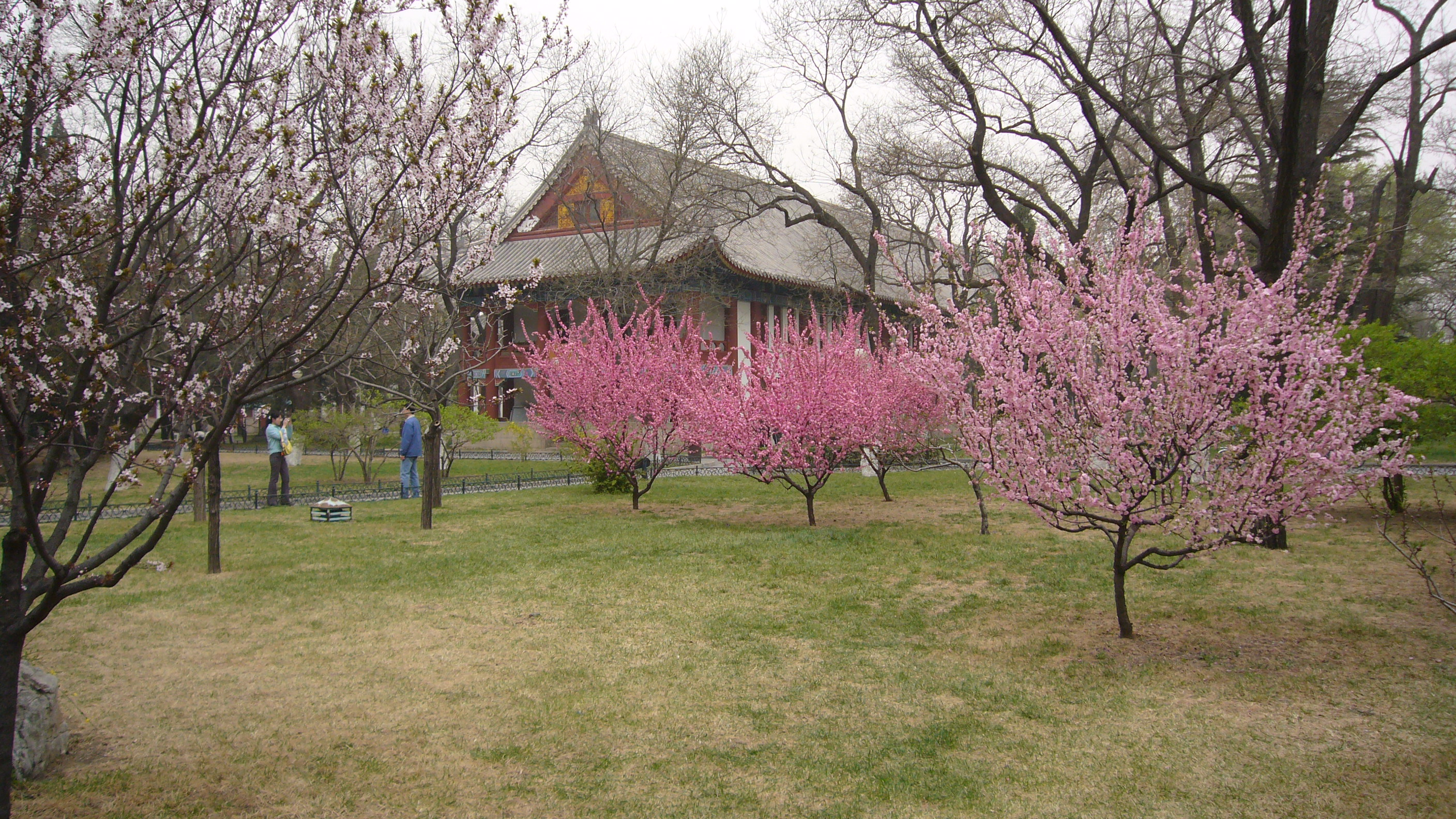
Trädgården under våren.
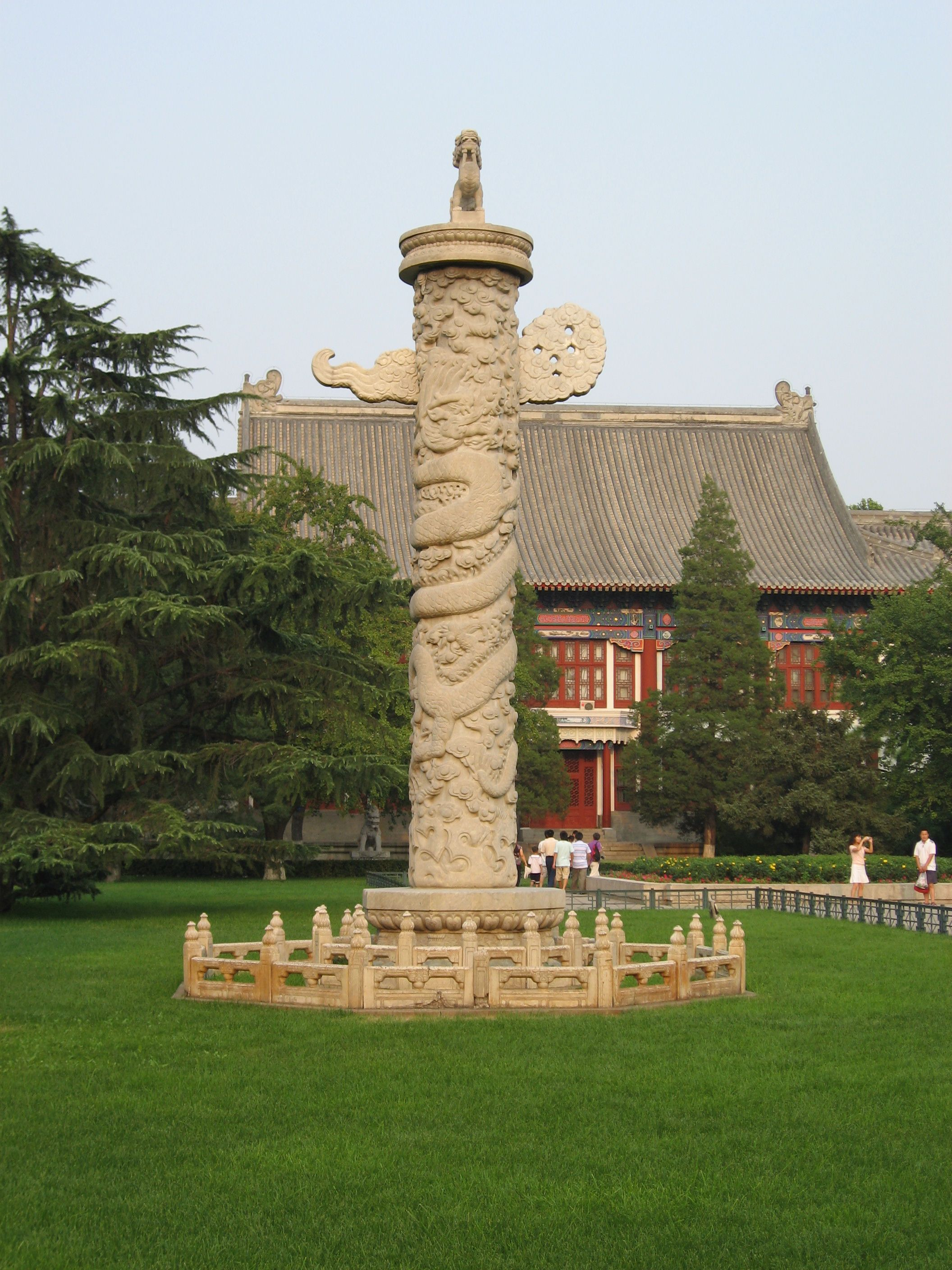
Ornamenterad obelisk i marmor.
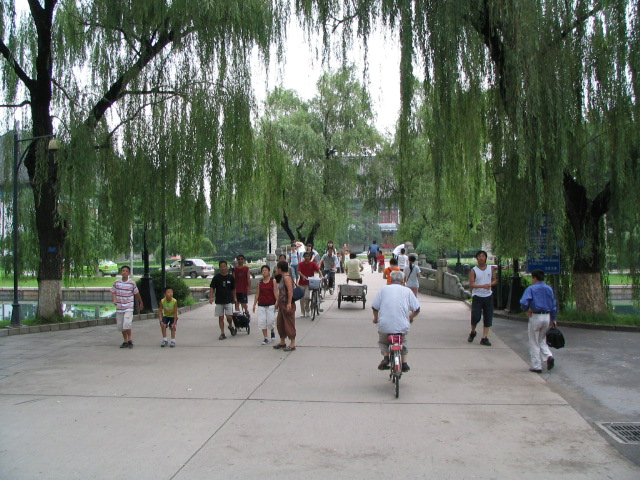
Vid ingången från västra porten.

## Bibliotek

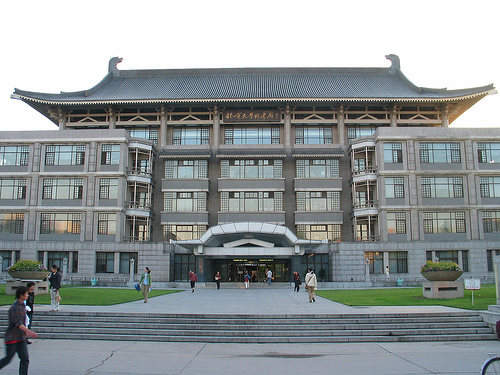
Pekinguniversitetets bibliotek.

Pekinguniversitetet har Asiens största bibliotek, beläget väster om Guanghua School of Management. Biblioteket har totalt 6 500 000 volymer. Det samarbetar dessutom med universitetsbibliotek i Europa, Amerika, Hongkong och Taiwan för att göra fler volymer är tillgängliga.
Biblioteket grundades 1902, och fick sitt nuvarande namn efter Xinhairevolutionen 1911. Li Dazhao och Mao Zedong arbetade där i samband med fjärde maj-rörelsen, 1919. 1952, när Pekinguniversitetet flyttade till Yenchinguniversitetets område, flyttade även biblioteket till nya lokaler. Yenchinguniversitetets bibliotek, som tidigare hade hållit till i lokalerna, slogs samtidigt ihop med Pekinguniversitetets. Samtidigt fick biblioteket även ett antal samlingar från andra universitet.
Under 1998 öppnades de nuvarande lokalerna. Det är totalt 51 000 kvadratmeter stort, och rymmer 4 000 läsplatser. Förutom modern litteratur har biblioteket även samlingar av äldre böcker, tidningar, brons- och stentavlor.

## Beida-hallen

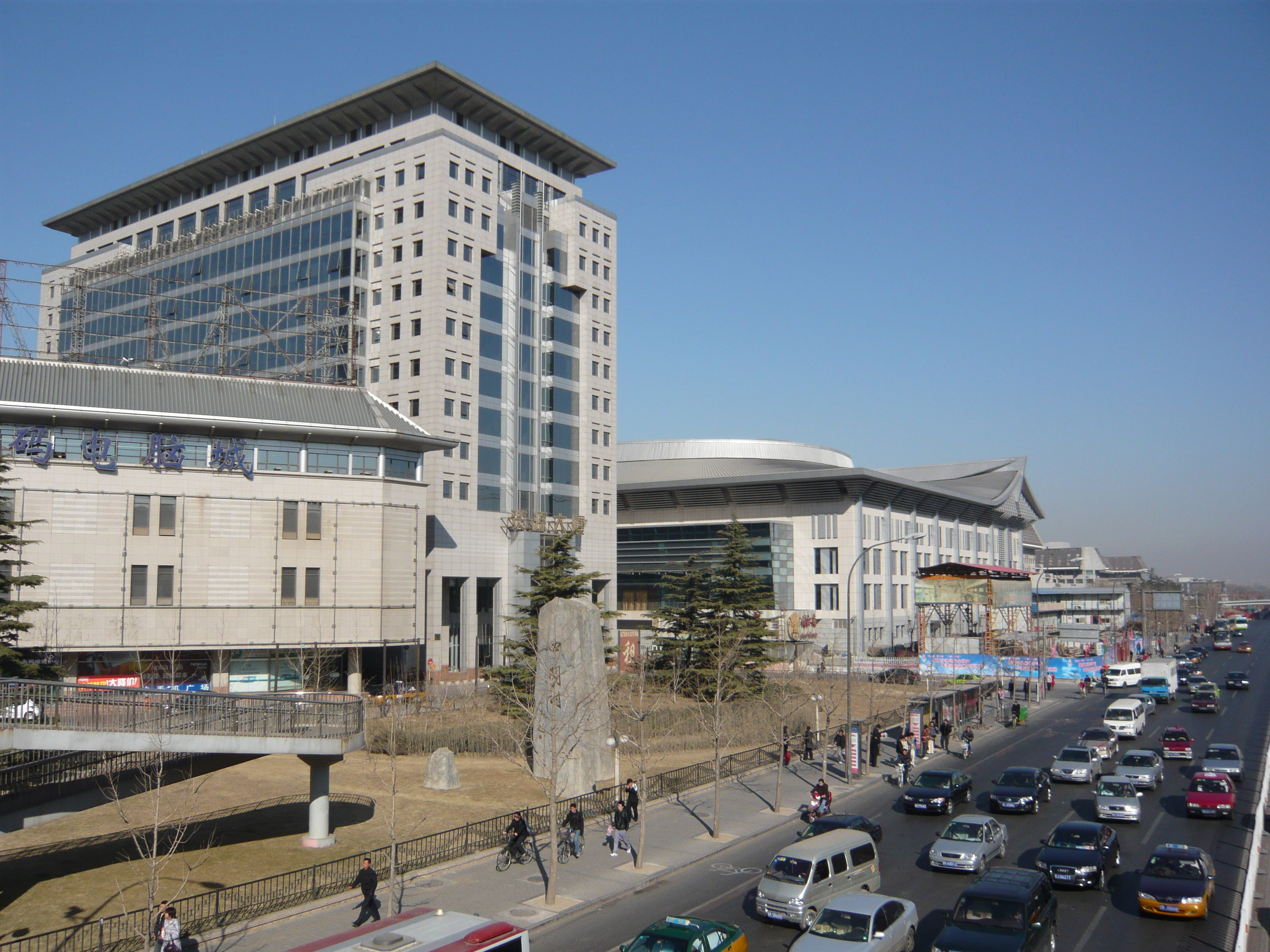
Bordtennishallen under OS 2008

Inne på universitetsområdet ligger sporthallen Beida-hallen (officiellt engelskt namn: Peking University Gymnasium, kinesiska: 北京大学体育馆). Den byggdes till de olympiska och paralympiska spelen 2008, och var färdigbyggd i december 2007. Hallen ligger i den östra delen av universitetsområdet. Den är 122,6 meter från nord till syd och 87,7 meter i öst-västlig riktning, och har en total golvarea på 26 900 kvadratmeter. Normal publikkapacitet är 6 000 personer.
Den olympiska bordtennisturneringen spelades i hallen mellan 8 och 20 augusti 2008, den paralympiska spelades där 9 till 17 september samma år. Bordtennishallen på bottenplanet var 47 meter lång och 39,5 meter bred, och hade plats för åtta bordtennisbord. Tack vare tillfälliga platser, hade den en publikkapacitet på 7 557 åskådare under spelen.
Efter spelen används hallen för tävlingar i bordtennis, handboll, basket, badminton, volleyboll samt gymnastik. Den används dessutom för träning och utbildning, samt för mässor och kulturevenemang.